# Окружная детская библиотека Лакаванны
Окружная детская библиотека Лакаванны (англ. Lackawanna County Children's Library) ― здание архитектуры неоклассицизма в городе Скрантон, штат Пенсильвания, США. Было построено в 1915 году как храм и изначально было известно под названием «Церковь Христа (первая научная)», однако в 1985 году было продано Организации библиотек округа Лакаванна. В 1988 году здание было внесено в Национальный реестр исторических мест.

## История
Религиозная деятельность приверженцев учения христианской науки в Скрантоне началась в 1890 году. Местное Общество христианской науки возглавили судья Септимус Дж. Ханна и его жена. В 1892 году супруги отправились на конференцию в Бостон, где находилась главная штаб-квартира движения и куда их пригласила основательница течения Мэри Бейкер-Эдди. В Бостоне они получили предложение стать редакторами издания Christian Science Journal.
В 1915 году в Скрантоне по адресу Вайн-стрит, 520 было возведено здание церкви в неоклассическом стиле по проекту архитектора Альберт Дж. Уорда. Община регулярно проводила церковные службы в этом здании, однако к 1980-м годам количество прихожан значительно снизилось. В 1985 году здание церкви было продано за 1,5 миллиона долларов Организации библиотек округа Лакаванна, после чего вскоре было преобразовано для нужд Окружной детской библиотеки Лакаванны.
Детская библиотека расположена рядом с главной Публичной библиотекой Скрантона, здание которой также включено в Национальный реестр исторических мест США.